# 有限度註冊醫生
有限度註冊醫生是具備工作經驗而獲准於香港指定醫療機構工作的非本地培訓醫生。聘請有限度註冊醫生由香港醫院管理局負責。有別於本地註冊醫生，有限度註冊醫生在港工作限期為3年，醫生可申請最長3年的續期。此外，有限度註冊醫生是的工作機構是根據《醫生註冊條例》最新公告而定，現時包括政府、醫院管理局、香港大學李嘉誠醫學院和香港中文大學醫學院，並需從事指定範疇的醫療工作。
有限度註冊醫生計劃由2011/2012年度開始。截至2019年1月，共有10名有限度註冊醫生於公立醫院麻醉科、急症科、心胸肺外科、家庭醫學及內科等工作。
聘請有限度註冊醫生有助增加香港公立醫院醫生人手，紓緩公營醫療體系人手不足的問題，確保香港的醫療服務水平。

## 機制
醫管局評估人手、開展溝通會議、向專科中央統籌委員提出申請建議，以及獲批准後展開招標程序。醫管局會確保應徵者資歷，並由香港醫學專科學院協助評核申請者資歷是否合符認可。而最終申請則由香港醫務委員會批准。
醫管局會透過有限度註冊計劃專責小組負責監察相關情況。

## 發展
1992年，立法局通過在《醫生註冊條例》增加條文，授權醫委會酌情批准指定機構聘請非本地培訓醫生來港工作。非本地培訓醫生可透過有限度註冊而毋須應考執業資格試，於衞生署、醫管局、中大和港大醫學院從事研究臨床或醫院工作。
2018年，立法會將有限度註冊醫生的註冊期和續期，由1年延長至3年，增加海外醫生來港吸引力。
2019年，各界就調整海外醫生來港工作的要求提出5大方案。醫委會最終於2019年5月8日通過豁免海外專科醫生評核期的「政府方案」。曾在醫管局、衞生署或兩間大學醫學院任職3年的海外專科醫生，如通過執業資格試，便可獲豁免實習，直接取得正式醫生牌照。